# Keita Balde
Keita Balde Diao (Arbúcies, 8 de març de 1995), conegut com a Keita, és un futbolista professional catalano-senegalès, que juga com a davanter al Monza. És internacional amb Catalunya i amb la selecció del Senegal, amb la qual va guanyar la Copa d'Àfrica de 2021.

## Carrera esportiva
Nascut a Arbúcies en una família d'origen senegalès i criat a Santa Maria de Palautordera, va passar per les categories inferiors del Barça. El 2010, Keita va viatjar amb el futbol base barcelonista a Qatar per un torneig. El Barça el va cedir a la UE Cornellà, malgrat que ja tenia la reputació de ser un jugador que podria arribar al primer equip. Després d'una temporada en què va fer 47 gols pel juvenil del Cornellà, Keita va ser temptat per altres clubs com el Reial Madrid CF i el Manchester United FC. El 2011 la SS Lazio el fitxà per 300.000 euros.
Baldé va debutar amb la samarreta de la Selecció de futbol de Catalunya el dia de Sant Esteve de 2015, jugant contra la selecció d'Euskadi. El partit el van guanyar els bascos amb un gol d'Aritz Aduriz. El març de 2016 debuta amb la selecció absoluta del Senegal, en una victòria contra Níger per 2-0.
El 23 d'abril de 2017 es convertí en el jugador que marcà el hat trick més ràpid de la història de la Serie A: la primera divisió del futbol italià.
El 29 d'agost del 2017, l'AS Monaco va anunciar que incorporava el futbolista, amb un contracte per 5 temporades.
El 13 d'agost del 2018 es va fer oficial la cessió del futbolista a l'Inter de Milà per un any, amb opció de compra. El 2020 va tornar a ser cedit, aquest cop a la UC Sampdoria.
L'estiu de 2021 i amb la carta de llibertat, signa contracte amb el Cagliari Calcio.
El 6 de febrer de l'any 2022 guanyà la Copa d'Àfrica de Nacions 2021 amb la Selecció de futbol del Senegal.
El 26 d'agost de 2022 arriba lliure a l'Spartak de Moscou.
Durant les últimes hores del mercat de fitxatges del 2023 signa una cessió amb opció de compra amb l'Espanyol de Barcelona.

## Internacional

### Catalunya
El 28 de maig de 2025 va disputar amb la selecció catalana el partit contra Costa Rica, en una victòria per 2 a 0 a l'Estadi Johan Cruyff.

## Vida personal
També ha destacat pel seu compromís social, com quan el 2020 va oferir-se a pagar l'allotjament de dos-cents temporers a Lleida durant quatre mesos.